# Oncideres ocularis
Oncideres ocularis là một loài bọ cánh cứng trong họ Cerambycidae.